# Championnat de Turquie de football 2011-2012
Navigation
Édition précédente Édition suivante
La saison 2011-2012 de Spor Toto Süper Lig est la cinquante-quatrième édition du championnat de Turquie de football. Le premier niveau du championnat oppose dix-huit clubs turcs en une série de trente-quatre rencontres jouées durant la saison de football. La compétition débute le samedi 10 septembre 2011 et se termine le 8 avril 2012.
Le championnat est remporté par Galatasaray, après un match nul sur le terrain de Fenerbahçe.

## Les 18 clubs participants
| Club               | Ville     | Dernière montée | Classement 2010-2011 | Entraîneurs                                                            | Depuis | Stade                        | Capacité théorique |
| ------------------ | --------- | --------------- | -------------------- | ---------------------------------------------------------------------- | ------ | ---------------------------- | ------------------ |
| Fenerbahçe         | Istanbul  | 1959            | 1                    | Aykut Kocaman                                                          | 2010   | Stade Şükrü Saracoğlu        | 50 509             |
| Trabzonspor        | Trabzon   | 1974            | 2                    | Şenol Güneş                                                            | 2009   | Stade Hüseyin Avni Aker      | 24 169             |
| Bursaspor          | Bursa     | 2006            | 3                    | Ertuğrul Sağlam                                                        | 2009   | Stade Bursa Atatürk          | 25 456             |
| Gaziantepspor      | Gaziantep | 1990            | 4                    | Tolunay Kafkas (26/09/2011) Abdullah Ercan (26/01/2012) Hikmet Karaman | 2012   | Stade Kamil Ocak             | 16 981             |
| Beşiktaş           | Istanbul  | 1959            | 5                    | Carlos Carvalhal (02/04/2012) Tayfur Havutçu                           | 2012   | Stade BJK İnönü              | 32 086             |
| Kayserispor        | Kayseri   | 2004            | 6                    | Shota Arveladze                                                        | 2010   | Stade Kadir Has              | 32 864             |
| Eskişehirspor      | Eskişehir | 2008            | 7                    | Michael Skibbe (22/12/2011) Ersun Yanal                                | 2011   | Stade Eskişehir Atatürk      | 13 520             |
| Galatasaray        | Istanbul  | 1959            | 8                    | Fatih Terim                                                            | 2011   | Türk Telekom Arena           | 52 600             |
| Karabükspor        | Karabük   | 2010            | 9                    | Yücel İldiz (05/11/2011) Bülent Korkmaz                                | 2011   | Stade Dr. Necmettin Şeyhoğlu | 7 593              |
| Manisaspor         | Manisa    | 2009            | 10                   | Kemal Özdeş (24/01/2012) Ümit Özat                                     | 2012   | Stade Manisa 19 Mayıs        | 16 597             |
| İstanbul BB        | Istanbul  | 2007            | 11                   | Abdullah Avcı (17/11/2011) Arif Erdem                                  | 2011   | Stade olympique Atatürk      | 76 000             |
| Antalyaspor        | Antalya   | 2008            | 12                   | Mehmet Özdilek                                                         | 2008   | Stade Antalya Mardan         | 10 000             |
| Ankaragücü         | Ankara    | 1981            | 13                   | Mesut Bakkal (26/09/2011) Ziya Doğan (13/12/2011) Hakan Kutlu          | 2011   | Stade du 19-Mai d'Ankara     | 19 209             |
| Gençlerbirliği     | Ankara    | 1989            | 14                   | Fuat Çapa                                                              | 2011   | Stade du 19-Mai d'Ankara     | 19 209             |
| Sivasspor          | Sivas     | 2005            | 15                   | Rıza Çalımbay                                                          | 2010   | Stade Tevfyk Syrry Gur       | 15 060             |
| Mersin İdman Yurdu | Mersin    | 2011            | 1 (1.Lig)            | Nurullah Sağlam                                                        | 2011   | Samsun 19 Mayıs Stadium      | 10 128             |
| Samsunspor         | Samsun    | 2012            | 2 (1.Lig)            | Vladimir Petković (23/01/2012) Mesut Bakkal                            | 2011   | Stade Konya Atatürk          | 12 720             |
| Orduspor           | Ordu      | 2011            | 5 (1.Lig)            | Metin Diyadin (13/12/2011) Héctor Cúper                                | 2011   | Stade 19 Eylül               | 11 024             |

Légende des couleurs
- Phase de groupes de la Ligue des champions 2011-2012
- Tour de barrages de la Ligue Europa 2011-2012
- Troisième tour de qualification de la Ligue Europa 2011-2012
- Deuxième tour de qualification de la Ligue Europa 2011-2012
- Promu de Bank Asya 1.Lig

### Localisation des villes
Quatre équipes sont domiciliées à Istanbul et deux à Ankara, capitale de la Turquie. Les autres équipes participant à la compétition sont toutes issues de villes différentes.
| \| Localisation de la Turquie en Europe \| İstanbul (4) Trabzon Ankara (2) Gaziantep Kayseri Sivas Bursa Eskişehir Antalya Manisa Karabük Mersin Samsun Ordu |
| Localisation de la Turquie en Europe |

Villes hôtes des équipes de la saison

## Compétition

### Classement actuel
mise à jour : 8 avril 2012
| Rang | Équipe                 | Pts | J  | G  | N  | P  | Bp | Bc | Diff |
| ---- | ---------------------- | --- | -- | -- | -- | -- | -- | -- | ---- |
| 1    | Galatasaray            | 77  | 34 | 23 | 8  | 3  | 69 | 24 | +45  |
| 2    | Fenerbahçe (T)(C)      | 68  | 34 | 20 | 8  | 6  | 61 | 34 | +27  |
| 3    | Trabzonspor            | 56  | 34 | 15 | 11 | 8  | 60 | 39 | +21  |
| 4    | Beşiktaş               | 55  | 34 | 15 | 10 | 9  | 50 | 39 | +11  |
| 5    | Eskişehirspor          | 50  | 34 | 14 | 8  | 12 | 42 | 41 | +1   |
| 6    | İstanbul BB            | 50  | 34 | 14 | 8  | 12 | 48 | 49 | -1   |
| 7    | Sivasspor              | 50  | 34 | 13 | 11 | 10 | 57 | 54 | +3   |
| 8    | Bursaspor              | 49  | 34 | 13 | 10 | 11 | 44 | 35 | +9   |
| 9    | Gençlerbirliği         | 49  | 34 | 13 | 10 | 11 | 49 | 48 | +1   |
| 10   | Gaziantepspor          | 48  | 34 | 13 | 9  | 12 | 39 | 33 | +6   |
| 11   | Kayserispor            | 44  | 34 | 13 | 5  | 16 | 42 | 39 | +3   |
| 12   | Karabükspor            | 44  | 34 | 13 | 5  | 16 | 44 | 56 | -12  |
| 13   | Mersin İdman Yurdu (P) | 42  | 34 | 12 | 6  | 16 | 34 | 45 | -11  |
| 14   | Orduspor (P)           | 42  | 34 | 10 | 12 | 12 | 28 | 34 | -6   |
| 15   | Antalyaspor            | 39  | 34 | 10 | 9  | 15 | 32 | 42 | -10  |
| 16   | Samsunspor (P)         | 36  | 34 | 9  | 9  | 16 | 36 | 47 | -11  |
| 17   | Manisaspor             | 32  | 34 | 8  | 8  | 18 | 31 | 52 | -21  |
| 18   | Ankaragücü             | 11  | 34 | 2  | 5  | 27 | 22 | 77 | -55  |

Qualifications européennes et relégation
Ligue des Champions 2012-2013
- 1er à 4e : phase de play-off pour qualification

Ligue Europa 2012-2013
- 5e à 8e : phase de play-off pour qualification
- 16e, 17e et 18e : relégation en Bank Asya 1.Lig 2011-2012

Abréviations
(T) : Tenant du titre

(C) : vainqueur de la Coupe de Turquie 2011-2012

(P) : promu de Bank Asya 1.Lig 2010-2011
Note : le classement est établi selon le site officiel de la Fédération de Turquie de football

### Rencontres
| Résultats (▼dom., ►ext.)                                   | Ank | Ant | BJK | Bur | Esk | FB  | GS  | Gaz | Gen | IBB | Kar | Kay | Man | Mer | Ord | Sam | Siv | TS  |
| Ankaragücü                                                 |     | 0-3 | 0-0 | 0-0 | 2-5 | 0-2 | 0-3 | 0-0 | 0-1 | 1-2 | 2-1 | 0-5 | 0-1 | 1-2 | 0-2 | 0-3 | 1-2 | 0-4 |
| Antalyaspor                                                | 1-0 |     | 1-2 | 1-3 | 0-0 | 0-0 | 0-0 | 1-0 | 2-2 | 2-1 | 2-1 | 1-0 | 2-1 | 1-2 | 1-1 | 0-2 | 2-2 | 2-1 |
| Beşiktaş (BJK)                                             | 3-1 | 1-0 |     | 3-1 | 2-0 | 2-2 | 0-0 | 3-2 | 3-2 | 1-1 | 1-0 | 0-2 | 4-1 | 0-1 | 2-1 | 0-1 | 3-1 | 1-2 |
| Bursaspor                                                  | 2-1 | 0-0 | 1-2 |     | 0-1 | 0-2 | 1-0 | 0-2 | 4-0 | 2-1 | 3-0 | 3-0 | 0-0 | 1-0 | 0-0 | 1-0 | 1-2 | 1-1 |
| Eskişehirspor                                              | 3-2 | 1-0 | 2-1 | 1-1 |     | 2-1 | 0-0 | 0-2 | 0-0 | 3-1 | 1-2 | 1-0 | 0-2 | 2-0 | 0-1 | 1-0 | 1-1 | 0-2 |
| Fenerbahçe (FB)                                            | 4-2 | 2-0 | 2-0 | 1-0 | 1-0 |     | 2-2 | 3-1 | 6-1 | 4-2 | 1-0 | 4-0 | 1-1 | 2-1 | 1-0 | 0-0 | 4-2 | 1-0 |
| Galatasaray (GS)                                           | 4-0 | 1-1 | 3-2 | 2-1 | 2-0 | 3-1 |     | 2-4 | 2-0 | 4-1 | 5-1 | 1-0 | 1-0 | 0-0 | 2-0 | 3-1 | 2-1 | 1-1 |
| Gaziantepspor                                              | 1-0 | 1-0 | 0-0 | 2-2 | 0-1 | 1-3 | 1-2 |     | 3-0 | 5-0 | 3-0 | 1-2 | 1-1 | 1-0 | 1-0 | 1-0 | 2-1 | 0-1 |
| Gençlerbirliği                                             | 1-1 | 3-0 | 4-2 | 2-2 | 2-1 | 0-0 | 0-1 | 1-0 |     | 4-0 | 2-1 | 1-0 | 3-0 | 1-2 | 3-1 | 1-1 | 3-3 | 1-1 |
| İstanbul BB (IBB)                                          | 3-0 | 4-0 | 2-2 | 0-0 | 2-2 | 3-2 | 2-0 | 3-1 | 1-0 |     | 2-2 | 1-0 | 3-2 | 0-0 | 1-1 | 3-0 | 1-1 | 0-2 |
| Karabükspor                                                | 3-2 | 2-1 | 1-1 | 3-1 | 1-2 | 2-1 | 1-1 | 0-0 | 2-1 | 2-0 |     | 1-0 | 2-1 | 3-5 | 1-2 | 2-1 | 2-1 | 2-1 |
| Kayserispor                                                | 3-0 | 0-1 | 1-0 | 0-2 | 2-2 | 0-1 | 0-2 | 1-1 | 2-3 | 1-0 | 2-0 |     | 2-0 | 2-2 | 1-0 | 2-0 | 6-2 | 3-3 |
| Manisaspor                                                 | 2-0 | 1-0 | 1-4 | 1-3 | 2-3 | 1-2 | 0-4 | 0-2 | 0-1 | 0-2 | 2-1 | 1-0 |     | 2-0 | 0-0 | 1-1 | 1-3 | 1-1 |
| Mersin İdman Yurdu                                         | 1-2 | 0-2 | 0-1 | 1-3 | 0-0 | 1-2 | 1-3 | 2-0 | 2-1 | 2-0 | 0-2 | 1-2 | 0-0 |     | 1-0 | 1-0 | 1-5 | 1-1 |
| Orduspor                                                   | 2-0 | 3-2 | 1-1 | 1-1 | 2-1 | 1-1 | 0-2 | 0-0 | 0-0 | 1-0 | 3-2 | 1-0 | 1-0 | 0-1 |     | 0-0 | 1-2 | 0-0 |
| Samsunspor                                                 | 2-2 | 1-0 | 1-1 | 0-3 | 3-1 | 3-1 | 2-4 | 0-0 | 3-2 | 2-4 | 0-0 | 0-1 | 1-2 | 2-0 | 2-0 |     | 1-2 | 1-1 |
| Sivasspor                                                  | 3-0 | 2-1 | 1-1 | 3-0 | 0-4 | 2-0 | 0-4 | 0-0 | 1-1 | 0-1 | 3-0 | 1-1 | 2-2 | 1-0 | 1-1 | 3-2 |     | 2-2 |
| Trabzonspor (TS)                                           | 3-2 | 2-2 | 0-1 | 2-1 | 4-1 | 1-1 | 0-3 | 4-0 | 1-2 | 0-1 | 3-1 | 2-1 | 2-1 | 2-3 | 4-1 | 4-0 | 2-1 |     |
| - Victoire à domicile - Match nul - Victoire à l'extérieur |     |     |     |     |     |     |     |     |     |     |     |     |     |     |     |     |     |     |

## Statistiques individuelles

### Classement des buteurs
mise à jour : 8 avril 2012
| Rang | Joueur          | Club               | Buts |
| ---- | --------------- | ------------------ | ---- |
| 1    | Burak Yılmaz    | Trabzonspor        | 32   |
| 2    | Hervé Tum       | Gençlerbirliği     | 15   |
| 3    | Alex            | Fenerbahçe         | 14   |
| 4    | Achille Webó    | İstanbul BB        | 13   |
| 4    | Diomansy Kamara | Eskişehirspor      | 13   |
| 6    | Johan Elmander  | Galatasaray        | 12   |
| 7    | Isaac Promise   | Manisaspor         | 11   |
| 7    | Necati Ateş     | Galatasaray        | 11   |
| 7    | Michael Eneramo | Sivasspor          | 11   |
| 7    | Selçuk İnan     | Galatasaray        | 11   |
| 11   | Miroslav Stoch  | Fenerbahçe         | 10   |
| 11   | Bogdan Stancu   | Orduspor           | 10   |
| 11   | Hugo Almeida    | Beşiktaş           | 10   |
| 11   | Mert Nobre      | Mersin İdman Yurdu | 10   |
| 11   | Felipe Melo     | Galatasaray        | 10   |
| 11   | Tita            | Antalyaspor        | 10   |
| 11   | Muhammet Demir  | Gaziantepspor      | 10   |
| 11   | James Troisi    | Kayserispor        | 10   |

### Classement des passeurs
mise à jour : 8 avril 2012
| Rang | Joueur           | Club        | Passes |
| ---- | ---------------- | ----------- | ------ |
| 1    | Selçuk İnan      | Galatasaray | 10     |
| 2    | Manuel Fernandes | Beşiktaş JK | 9      |
| 3    | Nordin Amrabat   | Kayserispor | 8      |
| 4    | Pablo Batalla    | Bursaspor   | 7      |
| 4    | Emmanuel Culio   | Orduspor    | 7      |

## Super Finale

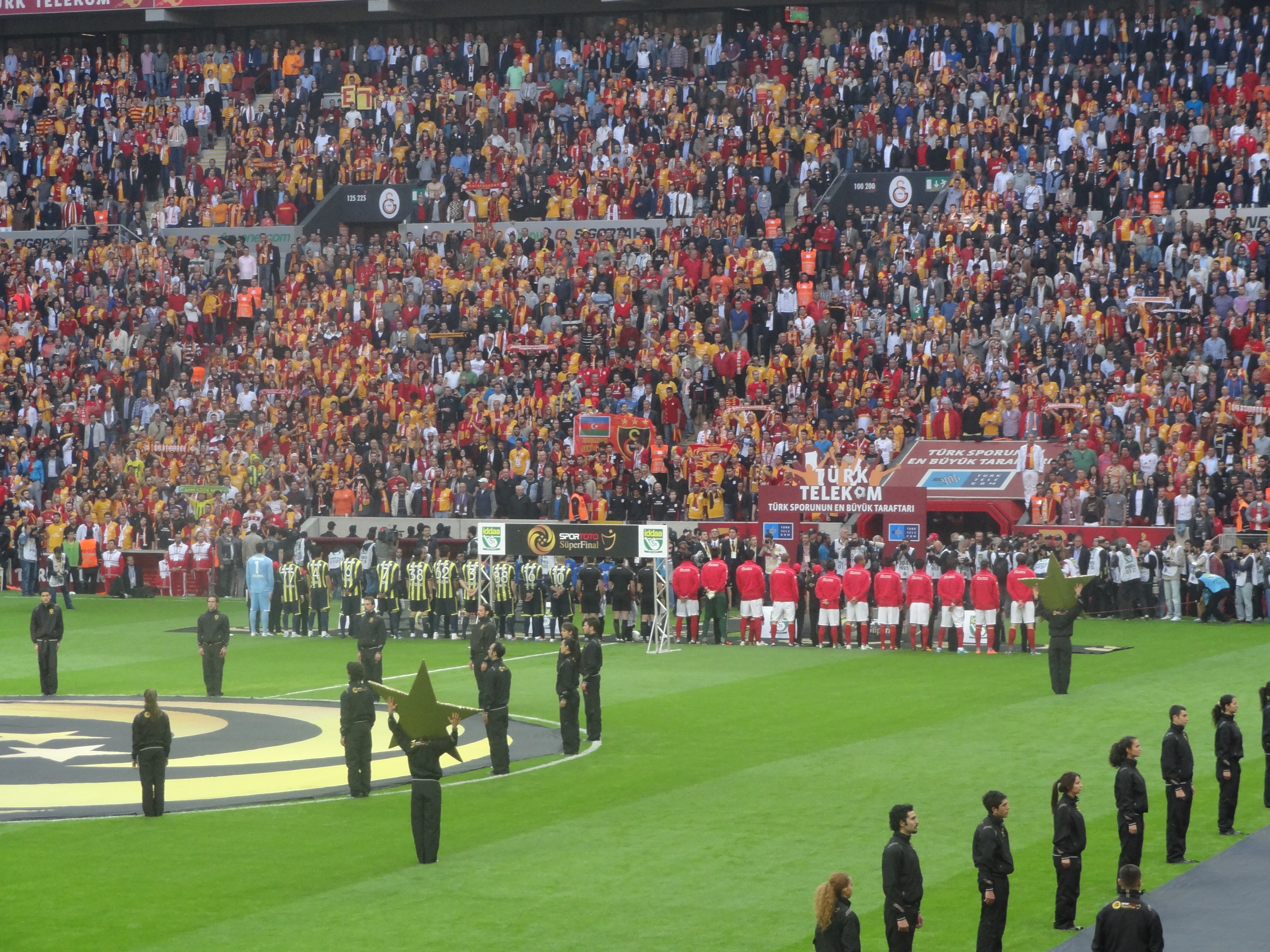
Cérémonie d'ouverture du match de la Super Finale entre Fenerbahçe (jaune et bleu) et Galatasaray (rouge)

Ce groupe oppose les quatre premiers du classement à l'issue du championnat. Chaque club reçoit la moitié de ses points, arrondie à l'unité supérieure.

### Super Finale du groupe des Champions
| Rang | Équipe         | Pts | J | G | N | P | Bp | Bc | Diff |  | Résultats (▼ dom., ► ext.) | GS  | FB  | BJK | TS  |
| ---- | -------------- | --- | - | - | - | - | -- | -- | ---- |  | -------------------------- | --- | --- | --- | --- |
| 1    | Galatasaray    | 48  | 6 | 2 | 3 | 1 | 9  | 6  | +3   |  | Galatasaray                |     | 1-2 | 0-0 | 2-2 |
| 2    | Fenerbahçe (T) | 47  | 6 | 4 | 1 | 1 | 9  | 4  | +5   |  | Fenerbahçe (T)             | 0-0 |     | 2-0 | 2-1 |
| 3    | Trabzonspor    | 33  | 6 | 1 | 2 | 3 | 5  | 10 | -5   |  | Trabzonspor                | 2-4 | 1-3 |     | 1-0 |
| 4    | Beşiktaş       | 33  | 6 | 1 | 2 | 3 | 5  | 8  | -3   |  | Beşiktaş                   | 0-2 | 1-0 | 1-1 |     |

(T) Tenant du titre
Légende
- Ligue des Champions 2012-2013, phase de groupes
- Ligue des Champions 2012-2013, troisième tour de qualification pour non-champions
- Ligue Europa 2012-2013, tour de barrages
- Ligue Europa 2012-2013, troisième tour de qualification

#### Matchs
| '1re journée'        | Fenerbahçe                           | 2-0   | Trabzonspor |                                                              |                                                              |
| 15 avril 2012 18 h 0 | Cristian Baroni 36e · Moussa Sow 61e | (1-0) |             | Stade Şükrü Saracoğlu (Istanbul) Arbitrage : Bülent Yildirim | Stade Şükrü Saracoğlu (Istanbul) Arbitrage : Bülent Yildirim |
| 15 avril 2012 18 h 0 | (rapport)                            |       |             | Stade Şükrü Saracoğlu (Istanbul) Arbitrage : Bülent Yildirim | Stade Şükrü Saracoğlu (Istanbul) Arbitrage : Bülent Yildirim |

| 16 avril 2012 | Beşiktaş  | 0-2   | Galatasaray                        |                                                      |                                                      |
| 19 h 0        |           | (0-1) | 26e Felipe Melo · 79e Aydın Yılmaz | Stade BJK İnönü (Istanbul) Arbitrage : Hüseyin Göçek | Stade BJK İnönü (Istanbul) Arbitrage : Hüseyin Göçek |
| 19 h 0        | (rapport) |       |                                    | Stade BJK İnönü (Istanbul) Arbitrage : Hüseyin Göçek | Stade BJK İnönü (Istanbul) Arbitrage : Hüseyin Göçek |

| '2e journée'         | Trabzonspor        | 1-0   | Beşiktaş |                                                                      |                                                                      |
| 21 avril 2012 18 h 0 | Halil Altıntop 69e | (0-0) |          | Stade Hüseyin Avni Aker (Trabzon) Arbitrage : Mustafa Kamil Abitoğlu | Stade Hüseyin Avni Aker (Trabzon) Arbitrage : Mustafa Kamil Abitoğlu |
| 21 avril 2012 18 h 0 | (rapport)          |       |          | Stade Hüseyin Avni Aker (Trabzon) Arbitrage : Mustafa Kamil Abitoğlu | Stade Hüseyin Avni Aker (Trabzon) Arbitrage : Mustafa Kamil Abitoğlu |

| 22 avril 2012 | Galatasaray     | 1-2   | Fenerbahçe                            |                                                         |                                                         |
| 18 h 0        | Selçuk İnan 68e | (0-1) | 17e Reto Ziegler · 80e Miroslav Stoch | Türk Telekom Arena (Istanbul) Arbitrage : Firat Aydinus | Türk Telekom Arena (Istanbul) Arbitrage : Firat Aydinus |
| 18 h 0        | (rapport)       |       |                                       | Türk Telekom Arena (Istanbul) Arbitrage : Firat Aydinus | Türk Telekom Arena (Istanbul) Arbitrage : Firat Aydinus |

| '3e journée'         | Trabzonspor            | 2-4   | Galatasaray                                                |                                                               |                                                               |
| 28 avril 2012 18 h 0 | Gustavo Colman 60e 82e | (0-3) | 20e Selçuk İnan · 22e 41e Necati Ateş · 61e Emmanuel Eboué | Stade Hüseyin Avni Aker (Trabzon) Arbitrage : Bülent Yildirim | Stade Hüseyin Avni Aker (Trabzon) Arbitrage : Bülent Yildirim |
| 28 avril 2012 18 h 0 | (rapport)              |       |                                                            | Stade Hüseyin Avni Aker (Trabzon) Arbitrage : Bülent Yildirim | Stade Hüseyin Avni Aker (Trabzon) Arbitrage : Bülent Yildirim |

| 29 avril 2012 | Fenerbahçe                                    | 2-1   | Beşiktaş           |                                                            |                                                            |
| 18 h 0        | Miroslav Stoch 57e · Egemen Korkmaz 84e (csc) | (0-0) | 54e Egemen Korkmaz | Stade Şükrü Saracoğlu (Istanbul) Arbitrage : Firat Aydinus | Stade Şükrü Saracoğlu (Istanbul) Arbitrage : Firat Aydinus |
| 18 h 0        | (rapport)                                     |       |                    | Stade Şükrü Saracoğlu (Istanbul) Arbitrage : Firat Aydinus | Stade Şükrü Saracoğlu (Istanbul) Arbitrage : Firat Aydinus |

| '4e journée'      | Galatasaray | 0-0   | Trabzonspor |                                                         |                                                         |
| 2 mai 2012 19 h 0 |             | (0-0) |             | Türk Telekom Arena (Istanbul) Arbitrage : Tolga Özkalfa | Türk Telekom Arena (Istanbul) Arbitrage : Tolga Özkalfa |
| 2 mai 2012 19 h 0 | (rapport)   |       |             | Türk Telekom Arena (Istanbul) Arbitrage : Tolga Özkalfa | Türk Telekom Arena (Istanbul) Arbitrage : Tolga Özkalfa |

| 3 mai 2012 | Beşiktaş         | 1-0   | Fenerbahçe |                                                      |                                                      |
| 19 h 0     | Hugo Almeida 45e | (1-0) |            | Stade BJK İnönü (Istanbul) Arbitrage : Firat Aydinus | Stade BJK İnönü (Istanbul) Arbitrage : Firat Aydinus |
| 19 h 0     | (rapport)        |       |            | Stade BJK İnönü (Istanbul) Arbitrage : Firat Aydinus | Stade BJK İnönü (Istanbul) Arbitrage : Firat Aydinus |

| '5e journée'      | Trabzonspor      | 1-3   | Fenerbahçe                                                   |                                                                      |                                                                      |
| 6 mai 2012 18 h 0 | Burak Yılmaz 45e | (1-2) | 3e Emre Belözoğlu · 31e Henri Bienvenu · 85e Cristian Baroni | Stade Hüseyin Avni Aker (Trabzon) Arbitrage : Mustafa Kamil Abitoğlu | Stade Hüseyin Avni Aker (Trabzon) Arbitrage : Mustafa Kamil Abitoğlu |
| 6 mai 2012 18 h 0 | (rapport)        |       |                                                              | Stade Hüseyin Avni Aker (Trabzon) Arbitrage : Mustafa Kamil Abitoğlu | Stade Hüseyin Avni Aker (Trabzon) Arbitrage : Mustafa Kamil Abitoğlu |

| 6 mai 2012 | Galatasaray                               | 2-2   | Beşiktaş                                     |                                                           |                                                           |
| 18 h 0     | Felipe Melo 9e · Hugo Almeida 45+1e (csc) | (2-0) | 86e Filip Hološko · 87e (csc) Tomáš Ujfaluši | Türk Telekom Arena (Istanbul) Arbitrage : Bülent Yildirim | Türk Telekom Arena (Istanbul) Arbitrage : Bülent Yildirim |
| 18 h 0     | (rapport)                                 |       |                                              | Türk Telekom Arena (Istanbul) Arbitrage : Bülent Yildirim | Türk Telekom Arena (Istanbul) Arbitrage : Bülent Yildirim |

| '6e journée'       | Beşiktaş          | 1-1   | Trabzonspor    |                                                      |                                                      |
| 11 mai 2012 19 h 0 | Filip Hološko 69e | (0-0) | 85e Olcan Adın | Stade BJK İnönü (Istanbul) Arbitrage : Firat Aydinus | Stade BJK İnönü (Istanbul) Arbitrage : Firat Aydinus |
| 11 mai 2012 19 h 0 | (rapport)         |       |                | Stade BJK İnönü (Istanbul) Arbitrage : Firat Aydinus | Stade BJK İnönü (Istanbul) Arbitrage : Firat Aydinus |

| 12 mai 2012 | Fenerbahçe | 0-0   | Galatasaray |                                                           |                                                           |
| 18 h 0      |            | (0-0) |             | Stade Şükrü Saracoğlu (Istanbul) Arbitrage : Cüneyt Çakır | Stade Şükrü Saracoğlu (Istanbul) Arbitrage : Cüneyt Çakır |
| 18 h 0      | (rapport)  |       |             | Stade Şükrü Saracoğlu (Istanbul) Arbitrage : Cüneyt Çakır | Stade Şükrü Saracoğlu (Istanbul) Arbitrage : Cüneyt Çakır |

### Super Finale de laLigue Europa
| Rang | Équipe                         | Pts | J | G | N | P | Bp | Bc | Diff |  | Résultats (▼ dom., ► ext.)     | BUR | ES  | İBB | SS  |
| ---- | ------------------------------ | --- | - | - | - | - | -- | -- | ---- |  | ------------------------------ | --- | --- | --- | --- |
| 1    | Bursaspor                      | 37  | 6 | 4 | 0 | 2 | 12 | 10 | +2   |  | Bursaspor                      |     | 3-2 | 3-2 | 2-0 |
| 2    | Eskişehirspor                  | 36  | 6 | 3 | 2 | 1 | 12 | 7  | +5   |  | Eskişehirspor                  | 2-0 |     | 3-1 | 1-1 |
| 3    | İstanbul Büyükşehir Belediyesi | 32  | 6 | 2 | 1 | 3 | 10 | 14 | -4   |  | İstanbul Büyükşehir Belediyesi | 0-4 | 1-1 |     | 4-2 |
| 4    | Sivasspor                      | 29  | 6 | 1 | 1 | 4 | 9  | 12 | -3   |  | Sivasspor                      | 4-0 | 1-3 | 1-2 |     |